# XX Giochi del Mediterraneo
I XX Giochi del Mediterraneo saranno la 20ª edizione della manifestazione e si disputeranno a Taranto, in Italia, dal 21 agosto al 3 settembre 2026.
Sarà la quarta edizione dei Giochi del Mediterraneo che verrà organizzata in Italia e sarà la seconda edizione ospitata in Puglia (la prima si era svolta a Bari nel 1997).

## Candidatura
| Votazione per i XX Giochi del Mediterraneo 2026 | Votazione per i XX Giochi del Mediterraneo 2026 | Votazione per i XX Giochi del Mediterraneo 2026 |
| Città                                           | Paese                                           | Unica candidata                                 |
| ----------------------------------------------- | ----------------------------------------------- | ----------------------------------------------- |
| Taranto                                         | Italia                                          | Acclamazione                                    |

L'assegnazione è arrivata nel pomeriggio del 24 agosto 2019 a Patrasso ai lavori dell'assemblea generale del Comitato internazionale (CIJM) che ha decretato la località in cui si svolgeranno i Giochi dal 21 agosto al 3 settembre 2026.

## Logo
Il logo della manifestazione, presentato a Taranto il 14 dicembre 2019, è stato realizzato dall’Istituto Comprensivo "Gaetano Salvemini" di Talsano nell'ambito di un concorso bandito nel maggio 2019 dall’amministrazione comunale di Taranto.
Il logo è formato da due "X" antropomorfizzate, che compongono il numero 20 scritto in caratteri romani, e richiamano le linee del monumento al marinaio che accoglie i popoli, realizzato dallo scultore Vittorio Di Cobertaldo nel 1974. Il rosso e il blu che li caratterizzano richiamano i colori identitari della città, mentre i caratteri e i segni rievocano le sue origini greche.

## Mascotte
Nato dal desiderio di rappresentare l’identità, la cultura e l’energia di una comunità pronta a vivere una prestigiosa manifestazione sportiva internazionale, il delfino Ionios è stato selezionato attraverso un sondaggio pubblico aperto a tutti i cittadini, che in quell’immagine hanno espresso gioia, vivacità, energia, buon auspicio, in grado di rappresentare il forte legame di Taranto e della Puglia con la tradizione mediterranea. È una mascotte divertente e amichevole che cattura lo spirito dell’evento e della città di Taranto.
A dicembre 2024 è stato presentato il nuovo look di Ionios, ottimizzato per una migliore fruibilità e adattabilità alle esigenze di comunicazione e merchandising.

## Contesto
Nel giugno 2019 è stato proposto un progetto di riqualificazioni per gli ex-cantieri navali Tosi, che comprende uno Stadio del Nuoto, che diventerebbe il più grande del Sud-Italia, un percorso per kayak, galleria per una Fiera del Mare, riapertura della stazione di Nasisi e area di ristoro sul Mare Piccolo.
Il 28 luglio 2020 è arrivato il via libera da parte del CIPE per il progetto di ampliamento della base navale di Taranto. Prevede lo stanziamento di 203 milioni di euro per ampliare la stazione del Mar Grande, cedendo all'Autorità Portuale la banchina Torpediniere nel Mar Piccolo, che a sua volta verrà riqualificata a fini turistici, commerciali e culturali.
Il 14 marzo 2022 sono stati finanziati 150 milioni di euro, divisi in tre anni dal 2022 al 2024, per l'allestimento e la ristrutturazione degli impianti sportivi.
Il 30 agosto 2024 la Corte dei Conti ha registrato il decreto dei ministri Raffaele Fitto, Andrea Abodi e Giancarlo Giorgetti relativo al finanziamento di 106,931 milioni per il secondo masterplan delle opere dei Giochi del Mediterraneo. 

### Strutture.
Saranno coinvolti oltre 30 impianti sportivi tra riqualificati e costruiti ex novo.
Le nuove costruzioni, tutte a Taranto, comprendono:
- Un nuovo stadio calcistico da 21.000 posti che prenderà il posto di quello attuale.
- Un impianto natatorio per 2000 spettatori con una vasca coperta (50 x 21 m) e un'altra scoperta (35 x 25 m).
- Un centro nautico per 1000 spettatori per lo svolgimento di gare di vela, canotaggio e kayak.
- Tre impianti di quartiere, tra i quali il Complesso Magna Grecia, con 200 posti, per la pallacanestro, il Complesso Salinella per la ginnastica e il Complesso Paolo VI per gli allenamenti. Il 19 ottobre 2020 è stato avviato il cantiere di riqualificazione del Complesso Salinella, con fondi di circa 2,3 milioni di euro, che prevede la ristrutturazione integrale, l'adeguamento ai regolamenti della federazione di atletica nazionale e del CONI e l'implementazione della fruibilità da parte del pubblico. Nel nuovo Stadio di atletica Giuseppe Valente saranno disponibili settecentocinquanta posti, incrementabili a cinquemila tramite strutture mobili durante i giochi, delle pedane e una pista a otto corsie di 400 m per le discipline di atletica, oltre al rifacimento del manto erboso con sistemi di drenaggio e innaffiamento.

La progressione aggiornata dei lavori è disponibile sul sito della struttura commissariale.

## I Giochi

### Paesi partecipanti
Saranno presenti tutti i 26 paesi membri dell'ICMG.
- Albania
- Algeria
- Andorra
- Bosnia ed Erzegovina
- Cipro
- Croazia
- Egitto
- Francia
- Grecia

- Italia
- Kosovo
- Libano
- Libia
- Macedonia del Nord
- Malta
- Marocco
- Monaco
- Montenegro

- Portogallo
- San Marino
- Serbia
- Siria
- Slovenia
- Spagna
- Tunisia
- Turchia

### Discipline sportive
- Atletica leggera (dettagli)
- Badminton (dettagli)
- Bocce (dettagli)
- Calcio (dettagli)
- Canoa/Kayak (dettagli)
- Canottaggio (dettagli)
- Ciclismo (dettagli)
- Equitazione (dettagli)
- Ginnastica artistica (dettagli)
- Ginnastica ritmica (dettagli)
- Judo (dettagli)
- Karate (dettagli)
- Lotta (dettagli)
- Nuoto (dettagli)
- Nuoto pinnato (dettagli)
- Padel (dettagli)
- Pallacanestro 3x3 (dettagli)
- Pallamano (dettagli)
- Pallanuoto (dettagli)
- Pallavolo (dettagli)
- Scherma (dettagli)
- Pattinaggio (dettagli)
- Sollevamento pesi (dettagli)
- Taekwondo (dettagli)
- Tennis (dettagli)
- Tennis tavolo (dettagli)
- Tiro (dettagli)
- Tiro con l'arco (dettagli)
- Triathlon (dettagli)
- Vela (dettagli)

### Calendario
| ● | Cerimonia di apertura | ● | Competizioni | ● | Finali | ● | Cerimonia di chiusura |

|                   | Agosto |   |   |   |   |   |   |   |   |   |
| Sport             | 3      |   |   |   |   |   |   |   |   |   |
| Cerimonie         | ●      |   |   |   |   |   |   |   |   | ● |
| Atletica leggera  |        |   |   |   | ● | ● | ● | ● |   |   |
| Badminton         |        |   |   |   |   |   | ● | ● | ● |   |
| Bocce             |        | ● | ● | ● |   | ● |   |   |   |   |
| Calcio            |        | ● | ● | ● |   | ● | ● | ● | ● |   |
| Canottaggio       |        |   |   |   |   | ● | ● | ● |   |   |
| Ciclismo          |        |   |   |   |   | ● |   | ● |   |   |
| Ginnastica        |        | ● | ● |   | ● | ● |   |   |   |   |
| Golf              |        |   |   | ● | ● | ● | ● |   |   |   |
| Judo              |        |   |   |   |   |   | ● | ● | ● |   |
| Karate            |        | ● | ● |   |   |   |   |   |   |   |
| Lotta             |        |   |   | ● | ● | ● |   |   |   |   |
| Nuoto             |        | ● | ● | ● | ● |   |   |   |   |   |
| Pallacanestro 3X3 |        |   | ● | ● | ● | ● |   |   |   |   |
| Pallamano         |        | ● | ● | ● |   | ● | ● | ● | ● |   |
| Pallanuoto        |        |   |   |   |   | ● | ● | ● | ● |   |
| Pugilato          |        |   |   |   | ● | ● | ● | ● | ● |   |
| Scherma           |        |   |   |   | ● | ● | ● |   |   |   |
| Sollevamento pesi |        |   | ● | ● | ● | ● |   |   |   |   |
| Taekwondo         |        |   |   |   |   |   | ● | ● | ● |   |
| Tennis            |        |   | ● | ● | ● |   | ● | ● |   |   |
| Tennistavolo      |        | ● | ● | ● |   | ● |   |   |   |   |
| Tiro              |        |   | ● | ● |   | ● |   |   |   |   |
| Tiro con l'arco   |        | ● | ● | ● |   |   |   |   |   |   |
| Vela              |        | ● | ● | ● | ● |   | ● | ● |   |   |
|                   |        |   |   |   |   |   |   |   |   |   |